# Жорстка фарба
«Жорстка фарба» (порт. Tinta Bruta) — бразильський драматичний фільм 2018 року, поставлений режисерами Марсіо Реолоном та Філіпе Матцембахером. Світова прем'єра стрічки відбулася 18 лютого 2018 року на 68-му Берлінському міжнародному кінофестивалі, де вона брала участь у програмі «Панорама» та здобула премію «Тедді» за найкращий фільм ЛГБТ-тематики. 

## Сюжет
Педро заробляє на життя у відеочатах. Роздільна здатність зображення може бути не ідеальною, але коли Педро перетворюється перед вебкамерою на «Неонового хлопчика», він досягає бажаного ефекту. Хлопець повільно занурює пальці в горщики з неоновими фарбами різних кольорів а потім розмазує фарбу на голому тілі. У темряві «Неоновий хлопчик» починає світитися, задовольняє побажання різних користувачів, і вибирає лише одного, з ким зустрінеться у приватному чаті за гроші…
Ситуація змінюється, коли сестра і єдиний друг Педро Луїза залишає будинок, де вони жили разом, та переїжджає жити до іншої країни. Хлопець помічає, що хтось імітує його вистави. Він призначає дату зустрічі зі своїм таємничим конкурентом. Це побачення матиме далекосяжні наслідки для обох.

## У ролях
| • Шико Менегат     | … | Педро   |
| • Бруно Фернандес  | … | Лео     |
| • Ґуеґа Пейшото    | … | Луїза   |
| • Сандра Дані      | … | бабуся  |
| • Фредеріко Васкес | … | Бето    |
| • Дені Гош         | … | Ігор    |
| • Каміла Фалькао   | … | Паула   |
| • Ауреа Баптиста   | … | суддя   |
| • Ларисса Сангвіне | … | сусідка |
| • Зе Адао Барбоза  | … | Сержіо  |

## Знімальна група
- Автори сценарію — Філіпе Матцембахер, Марсіо Реолон
- Режисери-постановники — Філіпе Матцембахер, Марсіо Реолон
- Продюсери — Філіпе Матцембахер, Марсіо Реолон
- Виконавчий продюсер —  Жессіка Луз
- Оператор — Глауко Фірпо
- Композитор — Феліпе Пупері
- Монтаж — Джермано де Олівейра
- Художник-постановник — Мануела Фалькао
- Художник з костюмів — Марія Флорес
- Підбір акторів — Філіпе Матцембахер, Марсіо Реолон

## Нагороди та номінації
| Список нагород та номінацій           | Список нагород та номінацій | Список нагород та номінацій                       | Список нагород та номінацій | Список нагород та номінацій | Список нагород та номінацій |
| Кінофестиваль/Кінопремія              | Рік                         | Категорія                                         | Номінант(и)                 | Результат                   | Дж                          |
| ------------------------------------- | --------------------------- | ------------------------------------------------- | --------------------------- | --------------------------- | --------------------------- |
| Берлінський міжнародний кінофестиваль | 2018                        | Премія «Тедді» за найкращий художній фільм        | Жорстка фарба               | Перемога                    | [ 4 ]                       |
| 47-й Київський МКФ «Молодість»        | 2018                        | Приз журі «Сонячний зайчик» — Спеціальна відзнака | Жорстка фарба               | Перемога                    | [ 5 ]                       |